# ابا بوش
ابا بوش (به سوئدی: Ebba Busch) با نام اصلی ابا الیزابت بوش کریستنسن (زادهٔ ۱۱ فوریه ۱۹۸۷) سیاست‌مدار اهل سوئد است که از سال ۲۰۱۵ رهبری حزب دموکرات مسیحی آن کشور را برعهده دارد. او از سال ۲۰۱۳ تا ۲۰۲۰ به نام ابا بوش تور شناخته می‌شد.
ابا بوش که از مادری سوئدی و پدری نروژی متولد شده خود را هم نروژی و هم سوئدی معرفی می‌کند. او در سال ۲۰۱۵ در سن ۲۸ سالگی به رهبری حزب دموکرات مسیحی انتخاب شد. در آستانه انتخابات سراسری سال ۲۰۱۸ سهم این حزب در اغلب نظرسنجی‌ها کمتر از حدنصاب ۴٪ برای ورود به ریکسداگ بود. اما با عملکرد موفق ابا بوش در مناظرات انتخاباتی، در نهایت حزب دموکرات مسیحی موفق به کسب ۶٫۳٪ آرا و ۲۲ کرسی در مجلس شد که بهترین نتیجه این حزب در ۱۲ سال پیش از آن بود.
ابا بوش در سال ۲۰۱۳ با فوتبالیست سوئدی نیکلاس تور ازدواج کرد. این دو صاحب یک فرزند پسر متولد سال ۲۰۱۵ و یک فرزند دختر متولد ۲۰۱۷ هستند. در ۵ دسامبر ۲۰۱۹، ابا بوش در صفحه اینستاگرام خود اعلام کرد که قصد دارد از همسرش جدا شود. در طول زمان ازدواج با نیکلاس تور، ابا با نام خانوادگی بوش تور شناخته می‌شد.